# Таріморо

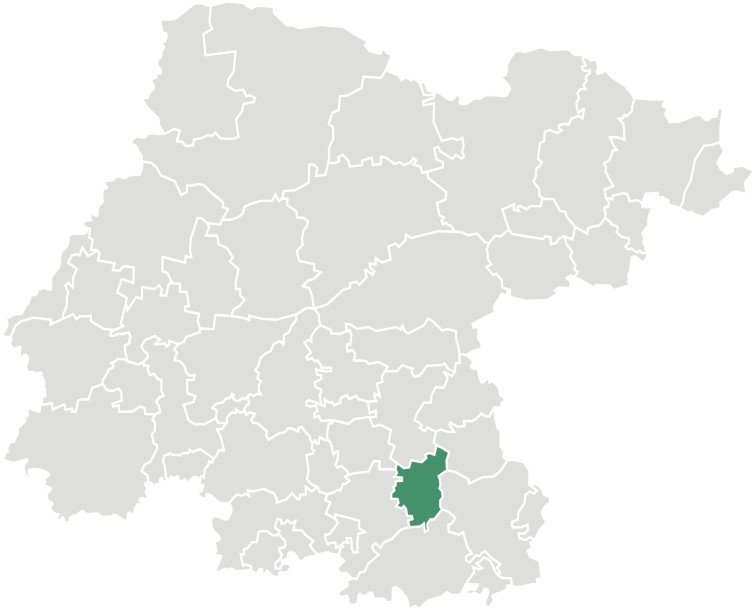
Місто на мапі штату

Таріморо (ісп. Tarimoro) — місто в Мексиці, входить до складу муніципалітету Таріморо штату Гуанахуато.

## Історія
Початкове поселення було спільнотою людей Отомі, яке згодом було завойоване тарасками. Останній назвав це місце Таріморо, що означає «Місце верби». Місто було засновано ще в епосі колонізації Дона Лукаса Сан-Хуана 3 січня 1563 року.
У 1910 році назва міста була змінена на Сьюдад Обрегон Гонсалес за указом державного конгресу на честь тодішнього губернатора штату Хоакін Гонсалес Обрегон. Проте офіційну назву згодом повернули до Таріморо.

## Географія і клімат
Таріморо знаходиться в штаті Гуанахуато. Межує з Північчю Селайї, на північному заході — Апасео-дель-Альто, на заході — Джерекуоро, на півдні з Акаббаро і на заході — Салюяер.
Таріморо складає 1,8 % території штату Гуанахуато; займає 366,88 км² (141,65 миль²).
Найважливіші населені пункти цього міста: Ла-Норія-де-Гальєгос, Сан Хуан Баутіста Какалоте, Паналес-де-Ямайка, Ла-Монкада, Галери-де-Паналес та Ачебуш.

### Клімат
Влітку підвищена вологість, часті дощі. Середньорічна температура 19,9 °С (68 °F). Середньорічна кількість опадів досягає 700 міліметрів. Максимальна та мінімальна температура становить 36 °C (97 °F) та 2 °C (36 °F), відповідно.

## Населення
Населення міста становить 12 188 осіб станом на 2010 рік.